# Земље чешке круне
Земље чешке круне, сада често називане „Чешке земље“, представљају области средње Европе која је током средњег вијека и раног савременог доба биле повезане феудалним односима под јединственом владавином краљева Чешке. Земље су прије све припадале Краљевини Чешкој, Маркгрофовији Моравији и Шлеским војводствима, као и другим територијама током историје.
Круну Чешке је успоставио 7. априла 1348. године Карло IV на темељима првобитних чешких земаља којим је владала династија Пшемисловића. Везу између чешких земаља више није чинио краљ или династија, али је чешку монархију симболично представљала Круна Светог Вацлава којој су они „припадали“. Посједи су касније били дио Светог римског царства до 1806. године, када су постали дио Аустроугарске и 1918. године постали дио Чехословачке.
Чешка круна није била персонална унија, а ни федерација једнаких чланова. Прије би се могло рећи да је Краљевина Чешка имала већи статус од осталих конститутивних земаља у саставу Светог римског царсва. Постојао је мали број државних институција Чешке круне и оне нису преживјеле централизацију Хабзбуршке монархије у 18. вијеку. Најважнија од њих је била Канцеларија суда Чешке која је сједињена са аустријском канцеларијом 1749. године.

## Име
Земље чешке круне (чеш. Země Koruny české, шл. , лат. Corona regni Bohemiae), такође позната и као Земље круне Светог Вацлава (чеш. Země Koruny svatováclavské) или једноставно Круна Чешке или Чешка круна (чеш. Koruna česká), алтернативно Чешке крунске земље (чеш. České korunní země).